# Franco Flückiger
Franco Flückiger (* 1. März 1991 in Stendal) ist ein deutscher Fußballtorhüter.

## Karriere

### Verein
Nach seinen Anfängen in der Jugend des 1. FC Lok Stendal wechselte er im Sommer 2005 in die Jugendabteilung des 1. FC Magdeburg. Dort kam er auch zu seinem ersten Einsatz im Seniorenbereich in der Regionalliga Nord, wechselte aber im Sommer 2011 in die 2. Bundesliga zur SpVgg Greuther Fürth. Am Ende der Saison 2011/12 stieg er mit seiner Mannschaft in die Bundesliga auf, kam allerdings nur zu Einsätzen in der 2. Mannschaft in der Regionalliga Süd. Im Sommer 2012 schloss er sich dem Drittligisten Hallescher FC an. Dort kam er in zwei Spielzeiten auch nur zu Einsätzen in der 2. Mannschaft in der Oberliga Nordost und schloss sich im Sommer 2014 dem Ligakonkurrenten FC Oberlausitz Neugersdorf an. Dort war er absoluter Stammspieler und stieg im Sommer 2015 als Vizemeister in die Regionalliga Nordost auf.
Im Sommer 2017 erfolgte sein Wechsel in die Regionalliga Bayern zu Wacker Burghausen. Dort war er zwei Spielzeiten Stammtorhüter und verpasste dabei nur zwei Spiele.
Im Sommer 2019 wechselte er ligaintern zum Aufsteiger Türkgücü München. Mit seinem Verein gelang ihm nach der Saisonunterbrechung aufgrund der COVID-19-Pandemie (Regionalliga Bayern 2019–21) der Aufstieg in die 3. Liga. Dort kam er dann auch zu seinem ersten Einsatz im Profibereich, als er am 4. Dezember 2021, dem 18. Spieltag, beim 0:0-Auswärts-Unentschieden gegen den FC Viktoria 1889 Berlin in der Startformation stand.
Im Juli 2022 unterschrieb Flückiger nach Insolvenz und Zwangsabstieg in die Regionalliga von Türkgücü für zwei Jahre beim FC Rot-Weiß Erfurt in der Regionalliga Nordost und wurde dort neuer Stammtorhüter. Für Erfurt kam er zu 31 Regionalligaeinsätzen. Zur Saison 2023/24 wechselte er zum österreichischen Zweitligisten Schwarz-Weiß Bregenz. Für Bregenz absolvierte er 53 Partien in der 2. Liga. Nach der Saison 2024/25 verließ er den Verein.

### Nationalmannschaft
Flückiger bestritt für die U19 des Deutschen Fußball-Bundes im Jahr 2010 insgesamt vier Länderspiele.

## Sonstiges
Seit Sommer 2021 fungierte Flückiger auch als Trainer des TSV Pliening-Landsham in der C-Klasse.

## Erfolge
SpVgg Greuther Fürth
- Aufstieg in die Bundesliga: 2012
- Meister der 2. Bundesliga: 2012

Türkgücü München
- Aufstieg in die 3. Liga: 2020
- Meister der Regionalliga Bayern: 2020